# 石津谷悦朗
石津谷 悦郎（いしづや えつろう、1945年7月9日 - ）は日本の実業家。元東急百貨店社長。静岡県生まれ。

## 人物
2007年より業務提携をしていた伊勢丹から転任。2008年4月、前任の水田寛和から襷を受け、社長執行役員に就任した。東急百貨店が東急グループ外より社長を受け入れるのは27年ぶりのことである。2010年1月に社長を退任。

## 略歴
- 1968年 早稲田大学教育学部卒業、伊勢丹入社
- 1996年 同社取締役
- 2002年 同社取締役常務執行役員営業本部MD統括部長
- 2005年 同社取締役専務執行役員営業本部長
- 2007年 同社常勤監査役
- 2008年 東急百貨店取締役社長執行役員